# Bureau des Brodeurs et des Coffretiers

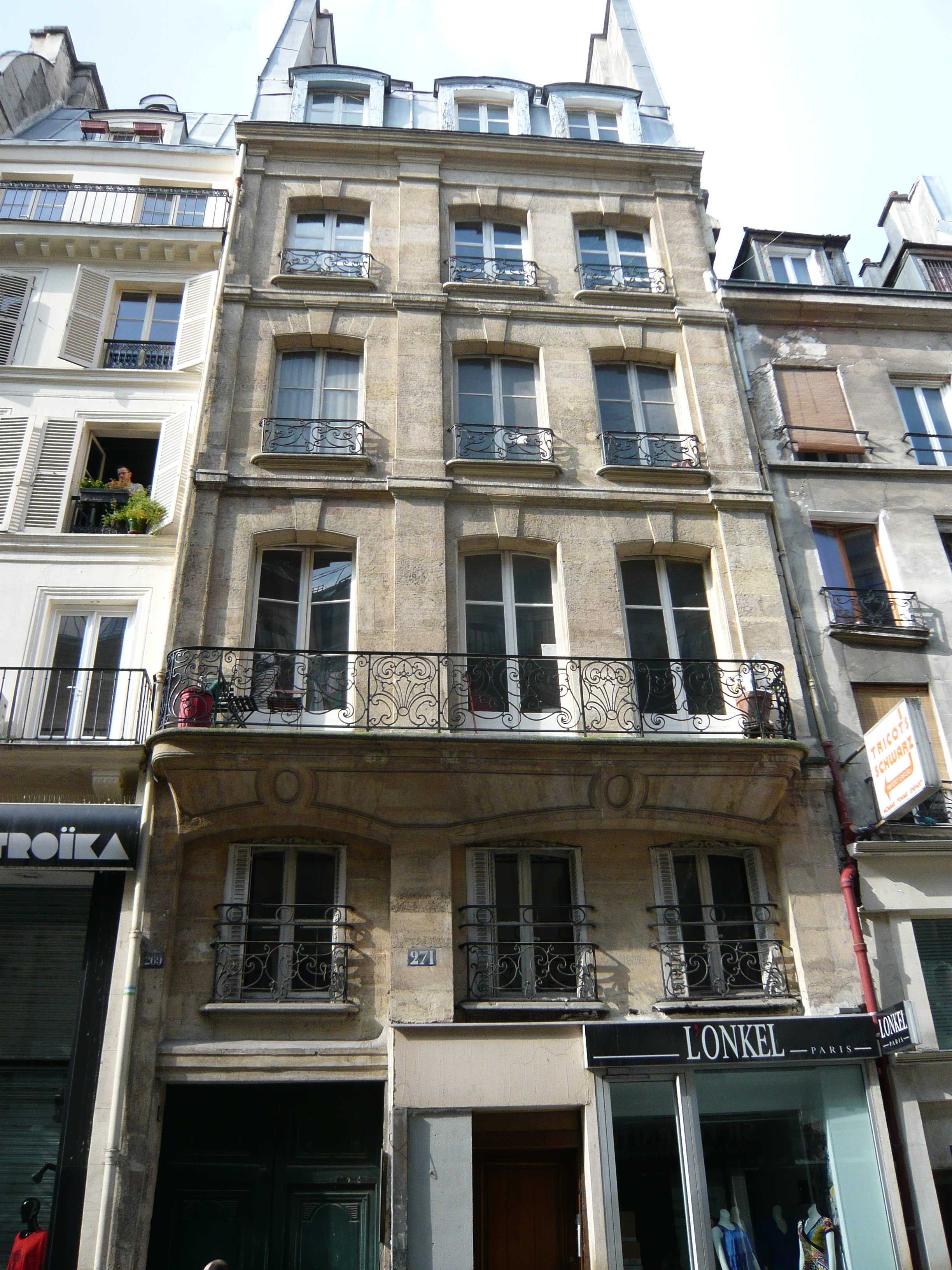
Fassade zur Straße

Das Gebäude Bureau des Brodeurs et des Coffretiers ist ein Bürohaus im 2. Arrondissement von Paris. Das Gebäude an der Rue Saint-Denis Nr. 271 ist seit 1974 ein geschütztes Baudenkmal (Monument historique).

## Geschichte
Das Gebäude, das im 18. Jahrhundert errichtet wurde, diente der Zunft der Sticker (frz. brodeur) und der Schatullenmacher (frz. coffretier) als Zunfthaus.